# Свистовка (Милославский район)
Свистовка — деревня в Милославском районе Рязанской области России. Входит в состав Большеподовечинского сельского поселения.

## География
Деревня находится в юго-западной части Рязанской области, в лесостепной зоне, в пределах Среднерусской возвышенности, на правом берегу реки Полотебня, при автодороге 61К-021, на расстоянии примерно 10 км (по прямой) к востоку от посёлка городского типа Милославское, административного центра района. Абсолютная высота — 124 м над уровнем моря.

### Климат
Климат характеризуется как умеренно континентальный, с тёплым летом и умеренно холодной снежной зимой. Среднегодовая температура воздуха — 4,4 °C. Средняя температура воздуха самого холодного месяца (января) — −10,4 °C (абсолютный минимум — −40 °C); самого тёплого месяца (июля) — 19,4 °C (абсолютный максимум — 39 °C). Безморозный период длится около 135—155 дней. Среднегодовое количество осадков — 548 мм, из которых 363 мм выпадает в период с апреля по октябрь. Снежный покров держится в течение 120—147 дней.

### Часовой пояс
Деревня Свистовка, как и вся Рязанская область, находится в часовой зоне МСК (московское время). Смещение применяемого времени относительно UTC составляет +3:00.

## Население
| 2010 |
| ---- |
| 23   |

### Национальный состав
Согласно результатам переписи 2002 года, в национальной структуре населения русские составляли 97 % из 33 чел.